# Ruth Barcan Marcus
Ruth Barcan Marcus (2 d'agost de 1921 a Nova York - 19 de febrer de 2012 a New Haven) és una filòsofa i lògica americana, més particularment coneguda pels seus descobriments en lògica modal, com la Fórmula Barcan.
Els seus treballs en filosofia del llenguatge i en filosofia de la lògica sobre la quantificació substitucional o la identitat i la referència dels termes tenen influència sobre les teories de la referència directa de Saul Kripke.

## Carrera acadèmica
Es va graduar magna cum laude a la Universitat de Nova York el 1941, especialitzant-se en matemàtiques i filosofia. Després es va graduar a Yale, on obtingué el màster el 1942 i el doctorat el 1946. Barcan defensà la seva tesi doctoral en Lògica a la Universitat Yale sota la direcció de Frederic Brenton Fitch i interromp la seva carrera universitària durant alguns anys. De 1962 a 1970 dirigeix el departament de filosofia de la Universitat d'Illinois a Chicago. A continuació es fa professora a la Universitat Northwestern. És professora a Yale a partir de 1973, abans de ser-hi professora emèrita.
Entre els diversos càrrecs professionals que va exercir durant la seva carrera, Marcus va ocupar la presidència de l'Associació Filosòfica Americana (1976-1983), també el de presidenta de l'Associació per a la Lògica Simbòlica (1983-1986) i després de l’Institut Internacional de Filosofia (1989-92).
És igualment coneguda per algunes polèmiques, com la petició que dirigí l'any 1992 contra Jacques Derrida quan aquest últim rebé un doctorat honoris causa de la Universitat de Cambridge. Més recentment s'ha desenvolupat una disputa de precedència per dilucidar si havia estat menystinguda en la Teoria de la referència. Però els defensors de Kripke van fer observar que la teoria de Ruth Barcan Marcus abans de 1962 es rellegeix com a kripkeana només per un error retrospectiu.

## Obra
Redactà o dirigí les obres següents:
- The Logical Enterprise, ed. amb A. Anderson, R. Martin, Yale, 1995
- Logic, Methodology and Philosophy of Ciència, VII, eds. R. Barcan Marcus i al., North Holland, 1986
- Modalities: Philosophical Essays, Oxford University Press, 1993. Paperback; 1995

## Premis i reconeixements
- Phi Beta Kappa (1941)
- Beca Guggenheim (1953)
- Beca de la National Science Foundation (1963–1964)
- Residència de la Fundació Rockefeller (Bellagio, 1973 i 1990)
- Membre de l'Acadèmia Americana de les Arts i les Ciències (1977)
- Presidenta de la junta de l'Associació Filosòfica Americana (1977-1983)
- Beca de la Universitat d’Edimburg, Humanities Institute (1983)
- Presidenta de l'Associació per a la Lògica Simbòlica (1983-1986)
- Medalla del Collège de France (1986)
- Membre permanent de la Common Room, Clare Hall de la Universitat de Cambridge (1986–)
- Membre de l’Institut Internacional de Filosofia, Presidenta 1989–92, Presidenta Honorària 1992–
- Centre Nacional d'Humanitats, beca Mellon (1992-1993)
- Doctora en lletres humanes, honoris causa, Universitat d'Illinois a Chicago (1995)
- Medalla Wilbur Cross, Universitat Yale (2000)
- Premi Lauener de filosofia analítica, Fundació Lauener, 2007-2008.
- Premi Quinn, American Philosophical Association 2007, pel servei a la professió